# Thalassaphorura duplopunctata
Thalassaphorura duplopunctata är en urinsektsart som först beskrevs av Karl Strenzke 1954.  Thalassaphorura duplopunctata ingår i släktet Thalassaphorura, och familjen blekhoppstjärtar. Arten är reproducerande i Sverige.